# Mouarid
Mouarid (franska: Mouarid (CR), Mouarid (Commune Rurale), arabiska: مسكالة) är en kommun i Marocko.   Den ligger i provinsen Essaouira och regionen Marrakech-Safi, i den centrala delen av landet, 400 km sydväst om huvudstaden Rabat. Antalet invånare är 6 258.